# خانه براتی
خانهٔ براتی؛ نام خانه‌ای تاریخی مربوط به دورهٔ پهلوی است و در شهرستان مشهد، شهر مشهد، خیابان نواب صفوی، کوچهٔ حسنقلی، پلاک ۴۵ واقع شده و این اثر در تاریخ ۲۵ آبان ۱۳۸۴ با شمارهٔ ثبت ۱۳۸۸۱ به‌عنوان یکی از آثار ملی ایران به ثبت رسیده‌است.